# Emmanuel Aloy
Emmanuel d'Aloy herbu Aloy – wylegitymowany ze szlachectwa w Królestwie Polskim w 1842 roku, członek loży wolnomularskiej Bouclier du Nord w 1784 roku, uczeń Szkoły Rycerskiej w 1772 roku.